# Basilepta subcostata
Basilepta subcostata es un coleóptero de la familia Chrysomelidae.
Fue descrita científicamente por primera vez en 1889 por Jacoby.